# Vincenzo Ruffo (architetto)
Vincenzo Ruffo (Cassano delle Murge, 1749 – Caserta, 1794) è stato un architetto e teorico dell'architettura italiano.

## Biografia

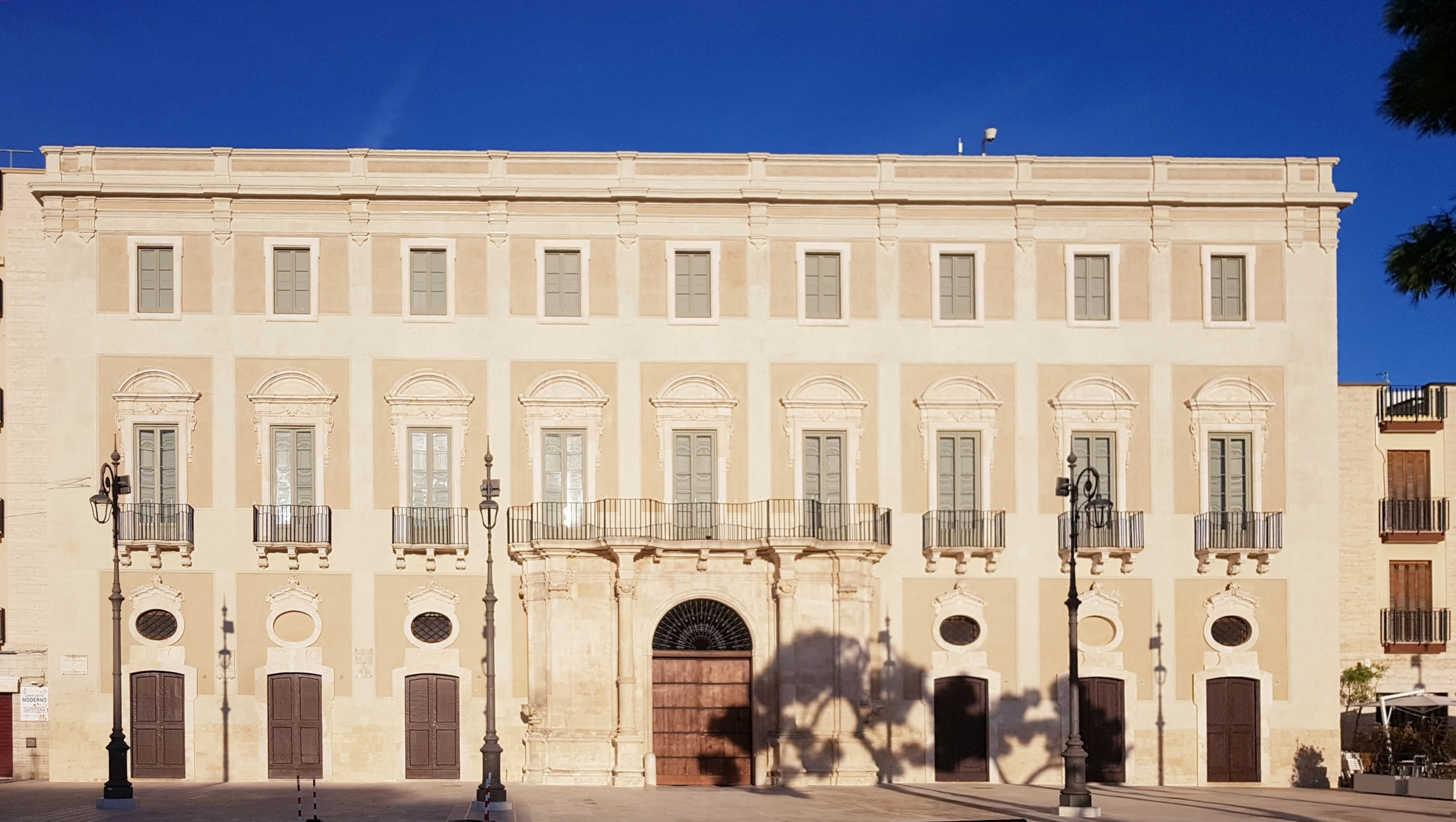
Palazzo Roberti - Mola di Bari, plausibile progetto dell’architetto Vincenzo Ruffo

Vincenzo Ruffo fu allievo a Napoli di Luigi Vanvitelli con il quale lavorò alla costruzione della Reggia di Caserta e di Carlo Galli da Bibbiena. Fu professore all'Accademia di Belle Arti di Firenze.
Nel 1763 progettò il palazzo marchesale Miani-Perotti in stile tardo barocco a Cassano delle Murge attuale sede della pinacoteca e biblioteca comunale.
A Mola di Bari realizzò la chiesa di Santa Chiara nel 1783 e negli anni successivi, presumibilmente, il Palazzo Roberti, sottoposto a tutela da parte del MiBAC ai sensi della legge 1089/1939, con decreto del 9/11/1970.
Contribuì inoltre al rimaneggiamento del castello di Marchione, nella campagna di Conversano.

## Pubblicazioni
- Rinnovazione dei progetti relativi all'abbellimento e alla pulizia della città di Napoli (privo dell'anno di pubblicazione)
- Saggio sull'abbellimento di cui è capace la città di Napoli (1789)
- Saggio ragionato sull'origine, ed essenza dell'architettura civile (1789)
- Saggio filosofico sul bello (1789)